# یواس‌اس کوسه (اس‌اس-۸)
یواس‌اس کوسه (اس‌اس-۸) (به انگلیسی: USS Shark (SS-8)) یک زیردریایی بود که طول آن ۶۴ فوت (۲۰ متر) بود. این زیردریایی در سال ۱۹۰۱ ساخته شد.